# جون تايلر كالدويل
جون تايلر كالدويل (بالإنجليزية: John Tyler Caldwell)‏ هو عسكري أمريكي، ولد في 9 ديسمبر 1911 في يازو سيتي في الولايات المتحدة، وتوفي في 13 أكتوبر 1995 في رالي في الولايات المتحدة.